# Missione ad alto rischio
Missione ad alto rischio (Critical Mass) è un film statunitense del 2001 diretto da Fred Olen Ray (con lo pseudonimo di Ed Raymond).

## Trama
Mike Jeffers è uno degli addetti di una centrale nucleare e l'impianto è in fase di smantellamento e un politico visita l'impianto e registra i suoi commenti sulla chiusura. Un gruppo terroristico guidato da Samson entra nei cancelli, con l'obiettivo di mettere una bomba nucleare all'interno dell'impianto. Jeffers e Janine affrontano da soli Samson e la sua squadra terroristica.